# Селин (река)
Селин (фр. Sélune) је река у Француској. Дуга је 85 km. Улива се у Ламанш. 